# USS Carmick (DD-493)
USS Carmick (DD-493/DMS-33) là một tàu khu trục lớp Gleaves được Hải quân Hoa Kỳ chế tạo trong Chiến tranh Thế giới thứ hai. Nó đã tham gia suốt Thế Chiến II, cải biến thành một tàu quét mìn cao tốc với ký hiệu lườn DMS-32, sống sót qua cuộc xung đột và tiếp tục phục vụ trong cuộc Chiến tranh Triều Tiên, trước khi ngừng hoạt động năm 1954 và bị tháo dỡ năm 1972. Nó là chiếc tàu chiến duy nhất của Hải quân Hoa Kỳ được đặt theo tên Thiếu tá Thủy quân Lục chiến Daniel Carmick (1772–1816), người phục vụ trong cuộc Chiến tranh Quasi với Pháp và Chiến tranh 1812.

## Thiết kế và chế tạo
Carmick được chế tạo tại xưởng tàu của hãng Seattle-Tacoma Shipbuilding Co. ở Seattle, Washington. Nó được đặt lườn vào ngày 29 tháng 5 năm 1941; được hạ thủy vào ngày 8 tháng 3 năm 1942, và được đỡ đầu bởi bà H. L. Merrill. Con tàu được cho nhập biên chế cùng Hải quân Hoa Kỳ vào ngày 28 tháng 12 năm 1942 dưới quyền chỉ huy của Trung tá Hải quân W. S. Whiteside.

## Lịch sử hoạt động

### Thế Chiến II
Carmick khởi hành từ San Diego, California vào ngày 19 tháng 2 năm 1943 để đi Norfolk, Virginia, đến nơi vào ngày 10 tháng 3. Nó bắt đầu làm nhiệm vụ hộ tống tại khu vực Đại Tây Dương từ tháng 4, khi nó bảo vệ một đoàn tàu vận tải đi Argentia, Newfoundland, rồi quay trở về New York tham gia thành phần hộ tống một đoàn tàu đi sang Casablanca. Vào ngày 8 tháng 5, lần đầu tiên nó tiếp xúc với đối phương, tấn công ba lượt mìn sâu vào một tín hiệu sonar thu được, trước khi phải bỏ dỡ cuộc tấn công để gia nhập trở lại đoàn tàu. Quay trở về New York vào ngày 1 tháng 6, nó đi lên phía Bắc để huấn luyện tại Casco Bay, Maine. Đang khi di chuyển trong sương mù vào ngày 16 tháng 6, nó va phải một vật nổi không xác định, buộc phải quay trở về Xưởng hải quân Boston để sửa chữa trong bốn tháng.
Quay trở lại hoạt động vào ngày 5 tháng 11, Carmick vượt Đại Tây Dương hộ tống một đoàn tàu vận tải đi Derry, Bắc Ireland trong tháng 11; hộ tống chiếc tàu chở dầu Chikaskia đi Aruba trong tháng 12; và đến tháng 1 năm 1944 đã bảo vệ cho Hornet trong chuyến đi chạy thử máy huấn luyện của chiếc tàu sân bay mới ngoài khơi Bermuda. Đến tháng 2, nó tham gia thử nghiệm thiết bị cho Văn phòng Tàu chiến và hộ tống tàu sân bay Wasp đi Trinidad. Chiếc tàu khu trục được điều về nhiệm vụ tìm-diệt tàu ngầm cùng Hải đội Khu trục 18 từ ngày 29 tháng 3.
Vào ngày 2 tháng 4, Carmick thực hiện hai lượt tấn công bằng mìn sâu không mang lại kết quả vào một tín hiệu sonar bắt được nghi ngờ là tàu ngầm đối phương; cuối ngày hôm đó, nó né tránh được một quả ngư lôi. Vào ngày 18 tháng 4, nó rời Boston, Massachusetts để đi sang Plymouth, Anh, đến nơi vào ngày 28 tháng 4, chuẩn bị cho Chiến dịch Overlord, cuộc Đổ bộ Normandy. Vào ngày D 6 tháng 6, nó trực chiến bảo vệ bên sườn của lực lượng tấn công lên bãi Omaha, hoạt động chống tại tàu ngầm và tàu phóng lôi E-boat đối phương. Khi bộ binh tấn công sâu vào đất liền, nó đã bắn pháo hỗ trợ tiêu diệt các cứ điểm phòng thủ của quân Đức. Nó ở lại ngoài khơi bãi đổ bộ cho đến ngày 17 tháng 6, chống trả các cuộc không kích của đối phương và bảo vệ vô số tàu bè di chuyển đến khu vực hỗ trợ cho lực lượng trên bờ. Vào ngày 10 tháng 6, nó bắn rơi một máy bay ném bom Heinkel.
Nhiệm vụ hộ tống tại khu vực eo biển Manche được tiếp nối trước khi Carmick lên đường đi sang khu vực Địa Trung Hải vào ngày 18 tháng 7. Nó hộ tống các đoàn tàu tập trung lực lượng để tham gia Chiến dịch Dragoon, cuộc đổ bộ của lực lượng Đồng Minh lên miền Nam nước Pháp. Công việc tiếp nối cho đến ngày 15 tháng 8, lúc diễn ra cuộc tấn công sơ bộ lên khu vực bờ biển giữa Toulon và Cannes. Một lần nữa chiếc tàu khu trục bảo vệ cho hạm đội tấn công, tiêu diệt một chiếc E-boat vào ngày 18 tháng 8, và tiếp tục hỗ trợ cho việc củng cố các bãi đổ bộ, hộ tống các tàu vận tải tiếp liệu tại khu vực Tây Địa Trung Hải cho đến ngày 23 tháng 9, khi nó lên đường quay trở về New York.
Sau khi được đại tu và huấn luyện, Carmick thực hiện thêm ba chuyến hộ tống vận tải đi sang Casablanca và Oran, bảo vệ luồng vận chuyển người và tiếp liệu cho các chiến dịch tại châu Âu. Vào ngày 10 tháng 6 năm 1945, nó đi vào Xưởng hải quân Philadelphia để được cải biến thành một tàu quét mìn cao tốc, và đến ngày 23 tháng 6 năm 1945 nó được xếp lại lớp với ký hiệu lườn mới DMS-33.

### Sau chiến tranh
Vào ngày 27 tháng 8, Carmick khởi hành từ Norfolk, Virginia để đi sang khu vực Thái Bình Dương, đi đến Okinawa vào ngày 15 tháng 10, cho các hoạt động quét mìn tại Hoàng Hải. Nó tiếp tục ở lại khu vực Viễn Đông để hỗ trợ hoạt động chiếm đóng, cho đến khi quay trở về San Francisco vào ngày 20 tháng 4 năm 1946. Đặt căn cứ tại cảng nhà San Diego, nó thực hiện một lượt phục vụ đến khu vực Tây Thái Bình Dương trong mùa Hè và mùa Thu năm 1947, rồi thực hiện các hoạt động tại chỗ cho đến khi Chiến tranh Triều Tiên bùng nổ.

### Chiến tranh Triều Tiên
Carmick khởi hành từ San Diego vào ngày 4 tháng 10 năm 1950 để làm nhiệm vụ cùng lực lượng Liên Hợp Quốc tại vùng biển Triều Tiên. Hoạt động cùng với Lực lượng Đặc nhiệm 95 ngoài khơi Yokosuka, Nhật Bản, nó tuần tra ngoài khơi cả hai phía bờ biển bán đảo Triều Tiên, tham gia các hoạt động bắn phá bờ biển và quét mìn. Từ ngày 29 tháng 10 đến ngày 3 tháng 12, nó xâm nhập vùng cảng nguy hiểm của Chinnampo để quét mìn, hoàn thành nhiệm vụ khó khăn này một cách hoàn hảo nên đã được tặng thưởng danh hiệu Đơn vị Tưởng thưởng Hải quân. Nó quay trở về San Diego vào ngày 21 tháng 11 năm 1951 để đại tu và huấn luyện.
Carmick rời San Diego vào ngày 7 tháng 5 năm 1952 cho lượt phục vụ thứ hai tại Triều Tiên, khi nó tuần tra ngoài khơi đảo Yang Do, bắn phá một đầu mối đường sắt tại Songjin, và bắn pháo hỗ trợ cho các tàu quét mìn cho đến tháng 2 năm 1953. Nó quay trở về Long Beach, California để đại tu vào ngày 14 tháng 3, và đến tháng 6 tiếp nối các hoạt động thực tập và phục vụ cùng Trường Sonar Hạm đội tại San Diego.
Sau khi được đại tu chuẩn bị ngừng hoạt động tại San Francisco, nó được cho xuất biên chế và đưa về lực lượng dự bị vào ngày 13 tháng 2 năm 1954. Vẫn trong thành phần dự bị, nó được xếp trở lại ký hiệu lườn DD-493 vào ngày 15 tháng 7 năm 1955. Tên nó được cho rút khỏi danh sách Đăng bạ Hải quân vào ngày 1 tháng 7 năm 1971, và lườn tàu bị bán để tháo dỡ vào ngày 7 tháng 8 năm 1972.

## Phần thưởng
Carmick được tặng thưởng ba Ngôi sao Chiến trận do thành tích phục vụ trong Thế Chiến II; và danh hiệu Đơn vị Tưởng thưởng Hải quân cùng năm Ngôi sao Chiến trận khác khi phục vụ trong Chiến tranh Triều Tiên